# NGC 3619
NGC 3619是一个位于大熊座的透鏡狀星系，1790年3月18日由威廉·赫歇爾发现，气体含量较大。